# Idaea scutata
Idaea scutata là một loài bướm đêm trong họ Geometridae.